# Копиловци (област Кюстендил)
 За другото българско село с име Копиловци вижте Копиловци (област Монтана).  
Ко̀пиловци е село в Западна България. То се намира в община Кюстендил, област Кюстендил.

## География
Село Копиловци се намира в Кюстендилската котловина, на северозапад от гр. Кюстендил, по десния бряг на река Струма, разполага с жп спирка на линията София - Радомир - Кюстендил, на около 12 минути от областния град. Купно село, в миналото с три махали: Горна, Средна (Чифлишка) и Долна; сега без видими граници между тях.
Климат: умерен, преходно континентален, със средиземноморско влияние.
През годините селото принадлежи към следните административно-териториални единици: Община Коняво (1949-1955), Община Шишковци (1955-1958), Община Коняво (1958-1978) и Община Кюстендил (от 1978 г.). 

## Население
| Година    | 1880 | 1900 | 1920 | 1926 | 1934 | 1946 | 1956 | 1965 | 1975 | 1984 | 2010 |
| Население | 278  | 374  | 413  | 548  | 549  | 644  | 693  | 946  | 1138 | 997  | 661  |

## История
Няма данни за времето на възникване на селището. В землището на селото, в местността „Манзърица“ са открити останки от антично светилище (I-IV в.), посветено на Зевс и Хера. През 1911 и 1912 г. в района са проведени мащабни разкопки от Народния музей в гр. София, при които са разкрити и други сгради. От надписи върху оброчни плочки на Зевс, намерени при светилището, се предполага че през античността и римската епоха селището се е наричало Каристора (или Каристорум).
В турски регистри селото се споменава като Копиловци (1570) и Кобилуфдже и Копелофча (1576). В руска триверствова карта от 1878 г. е записано като Копиловци.
Преди Освобождението селското било изцяло чифлишко. Чифлиците били собственост на богатите кюстендилски турци Мехмед-аа челебиагин, Мемечик, Абдула ага и Молла Осман. Българите били кесимджии. След Освобождението земята е изкупена от избягалите турски земевладелци.
През 1893 г. селото има 3678 декара землище, от които 2526 дка ниви, 1695 дка гори, 167 дка лозя, 203 дка естествени ливади, 227 дка овощни и зеленчукови градини, 557 дка мера и др. и се отглеждат 267 овце, 155 говеда и 53 коня. Основен поминък на селяните са земеделието (зърнени храни, овощарство, лозарство, тютюнопроизводство) и животновъдството. Развити са домашните занаяти.
Селото има собствено училище от преди Освобождението. През 1919 г. е учредено читалище „Пробуда“, през 1921 г. е създаден воден синдикат, през 1905 г. е построена църквата „Свети Димитър“.
През 1930 г. е основана Кредитна кооперация „Златна пармена“. След въвеждане на банковия монопол върху кредитната дейност (1947), кооперацията се трансформира във всестранна; през 1953 г. към нея е присъединена кооперацията в с. Дворище и е преименувана на Селкооп „Златна пармена“, а от 1956 г. влиза в състава на Селкооп „Лоза“ – с. Шишковци.
Построена е помпена станция за напояване (1942), открита е пощенска станция (1946). Селото е електрифицирано (1949) и водоснабдено.
През 1956 г. е учредено ТКЗС „Димитър Благоев“, което от 1960 г. се влива в Обединено ТКЗС „Димитър Благоев“ с център с. Коняво(включващо и Жабокрът с махалата Гирчевци, Копиловци, Дворище, Буново и Цървеняно), което от 1982 г. се преобразува в АПК „Димитър Благоев“ – с. Коняво.
В селото са изградени Домостроителен комбинат, Цех за консервиране на плодове, фелдшерски здравен пункт, нов мост над р. Струма, ново училище (1952). Оформен е площад, повечето от улиците са благоустроени и асфалтирани, строят се нови модерни обществени и частни сгради.
В началото на XXI век в резултат на промените в страната след 1989 г. и засилената миграция населението намалява. Перспективите за развитие на селото са свързани с развитието на овощарството и преработващата консервна промишленост.

## Религии
Село Копиловци принадлежи в църковно-административно отношение към Софийска епархия, архиерейско наместничество Кюстендил. Населението изповядва източното православие.
От 2003 г. в селското землище се строи голям християнски манастир – Копиловския манастир „Благовещение на пресвета Богородица“.

## Обществени институции
- Кметство Копиловци.
- Читалище „Пробуда“ – действащо читалище, регистрирано под номер 62 в Министерство на културата на Република България. Дейности: шахматен клуб; разполага с библиотека с 8063 тома.

## Исторически, културни и природни забележителности
- Църква „Свети Димитър“ (1905).
- Копиловски манастир „Благовещение на пресвета Богородица“.